# جيل آدامز (موضحة علمية)
جيل آدامز (بالإنجليزية: Jill Adams)‏ هي موضحة علمية ‏ جنوب أفريقية، ولدت في 29 أكتوبر 1932.